# L'educanda
L'educanda è un film del 1975 diretto da Franco Lo Cascio.
Pellicola di genere softcore-commedia erotica all'italiana, girata ad Alatri (provincia di Frosinone).
Lo stesso Lo Cascio, futuro pornoregista con il nome di Luca Damiano, ha curato la sceneggiatura, sulla base di un soggetto proprio, insieme a Piero Regnoli, prolifico autore di testi cinematografici (ne ha firmati otto nel solo 1975).

## Trama
La diciottenne Patrizia, non appena terminato l'anno scolastico in collegio, fa ritorno al suo paese andando ospite della nonna e ritrovando le sue amiche d'infanzia. In virtù del suo carattere vivace ed estroverso, organizza per sé ed i suoi amici una sala da ballo in un capannone di cui è proprietario un notaio che però, intendendo abbattere la struttura per una speculazione edilizia, fa intervenire le forze dell'ordine per allontanare i giovani dall'edificio.
La ragazza e le sue tre disinibite amiche, istruite dalla prostituta Marilena detta "la bolognese", pronta a dar loro lezioni di seduzione, riescono nell'intento di mettere spalle al muro l'amministrazione comunale, non prima di aver sedotto il tabaccaio, il fotografo ed il macellaio, tutti componenti del consiglio comunale che le aiuteranno a documentare le malefatte del perfido notaio e del fratello avvocato.

## Produzione
Il film si segnala per la presenza nel cast del caratterista Umberto D'Orsi (qui nella sua ultima interpretazione prima della morte) nel ruolo del sindaco, e dello scenografo Demofilo Fidani.
Il regista Lo Cascio appare nel film nel ruolo di un venditore di scarpe e consigliere comunale (non accreditato come attore nei titoli di coda).
Riguardo a questa produzione, ha dichiarato il regista:
(Intervista a Franco Lo Cascio dal sito Delta di Venere)